# Nkol Yegue II
Pour les articles homonymes, voir Nkol.
Nkol Yegue II ou Nkolyegue II est un village de la région du Centre au Cameroun, localisé dans la commune de Mbankomo et le département de la Méfou-et-Akono.

## Population
En 1965, Nkol Yegue II comptait 122 habitants, principalement des Ewondo.
Lors du recensement de 2005, ce nombre s'élevait à 150.